# Gemerský Jablonec
Gemerský Jablonec es un municipio situado en el distrito de Rimavská Sobota, Eslovaquia. Tiene una población estimada, en abril de 2023, de 707 habitantes.
Está ubicado al este de la región, en la cuenca hidrográfica del río Sajó —un afluente derecho del río Tisza— y cerca de la frontera con la región de Košice y con Hungría.

## Demografía
| Año        | 1994 | 2004    | 2014    | 2024    |
| ---------- | ---- | ------- | ------- | ------- |
| Población  | 662  | 686     | 715     | 690     |
| Diferencia |      | +3,62 % | +4,22 % | −3,49 % |

| Año        | 2023 | 2024    |
| ---------- | ---- | ------- |
| Población  | 708  | 690     |
| Diferencia |      | −2,54 % |